# Stop Shop

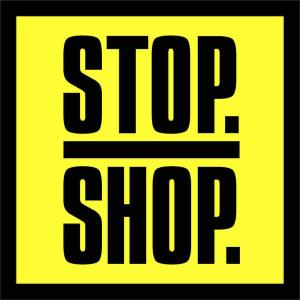
Logo

A Stop.Shop az IMMOEAST Immobilien Anlagen AG leányvállalata. Magyarország teljes területén foglalkozik Stop.Shop bevásárlóparkok létesítésével, bérbeadásával és azok üzemeltetésével.
A Stop.Shop bevásárlóparkok nemzetközi szabvány alapján épülnek. 
Az ausztriai székhelyű, tőzsdén jegyzett IMMOEAST az ország vezető ingatlanvállalata, amely Közép- és Kelet-Európára helyezte befektetéseinek súlypontját. Magyarországon jelenleg 12 bevásárlóparkot üzemeltet.

## Bevásárlóparkok
|     | Nyitás | Város       | Cím                    | Megjegyzés               |
| --- | ------ | ----------- | ---------------------- | ------------------------ |
| 1.  | 2002   | Budapest    | Hűvösvölgyi út 138.    | Nyitás: 2002. augusztus  |
| 2.  | 2003   | Budapest    | Bécsi út 136.          | Nyitás: 2003. szeptember |
| 3.  | 2004   | Budapest    | Árpád út 183-185.      | Nyitás: 2004. október    |
| 4.  | 2005   | Érd         | Budai út 13.           | Nyitás: 2005. augusztus  |
| 5.  | 2005   | Nyíregyháza | Pazonyi út 39/a.       | Nyitás: 2005. szeptember |
| 6.  | 2005   | Veszprém    | Dornyai Béla út 4.     | Nyitás: 2005. október    |
| 7.  | 2007   | Gödöllő     | Dózsa György út        | Nyitás: 2007. május      |
| 8.  | 2007   | Miskolc     | Szentpéteri kapu 80/a. | Nyitás: 2007. augusztus  |
| 9.  | 2007   | Békéscsaba  | Szarvasi út 68.        | Nyitás: 2007. november   |
| 10. | 2007   | Debrecen    | Kishatár út 1.         | Nyitás: 2007. november   |
| 11. | 2008   | Keszthely   | Murvás utca 2.         | Nyitás: 2008. június     |
| 12. | 2008   | Nagykanizsa | Dózsa György út 123.   | Nyitás: 2008. szeptember |
| 13. |        | Hatvan      | Bibó István utca 3.    |                          |
| 14. |        | Szolnok     | Felső Szandai rét 3.   |                          |

## Külső hivatkozások
- Stop.Shop magyar honlapja